# Ialomitzia cavernicola
Ialomitzia cavernicola är en svampart som beskrevs av Gruia 1964. Ialomitzia cavernicola ingår i släktet Ialomitzia, divisionen sporsäcksvampar och riket svampar.   Inga underarter finns listade i Catalogue of Life.